# Hans Keldermann
Hans Wietse Keldermann (Zutphen, 22 de marzo de 1966) es un deportista neerlandés que compitió en remo.
Ganó dos medallas en el Campeonato Mundial de Remo, en los años 1989 y 1991.
Participó en dos Juegos Olímpicos de Verano, ocupando el octavo lugar en Seúl 1988 y el quinto en Barcelona 1992, en la prueba de cuatro scull.

## Palmarés internacional
| Campeonato Mundial | Campeonato Mundial | Campeonato Mundial | Campeonato Mundial |
| Año                | Lugar              | Medalla            | Prueba             |
| ------------------ | ------------------ | ------------------ | ------------------ |
| 1989               | Bled (Yugoslavia)  | Medalla de oro     | Cuatro scull       |
| 1991               | Viena (Austria)    | Medalla de bronce  | Cuatro scull       |